# FASTECH TAN
FASTECH-tan（日文稱為，中文稱為「FASTECH娘」）是由設計的擬人化美少女角色，是日本次世代新幹線實驗車輛FASTECH 360 S的擬人化人物。由八社要、藤崎士朗塑造成實體模型（フィギュア化），在東日本旅客鐵道的許可下生產販賣。

## 外部連結
- Witty Witch Webstation（页面存档备份，存于）
- http://slashdot.jp/articles/05/06/25/2343200.shtml?topic=70（页面存档备份，存于）
- Fastech娘 Cosplay服裝示範